# Cento (Italia)
Cento es una ciudad situada en el territorio de la provincia de Ferrara, en Emilia-Romaña (Italia).
En 2022, el municipio tenía una población de 35 099 habitantes. Es la segunda ciudad más poblada de la provincia, después de Ferrara.
Se ubica a orillas del río Reno, unos 30 km al suroeste de la capital provincial Ferrara.
Fracciones del municipio de Cento son: Alberone, Bevilacqua, Buonacompra, Casumaro, Corporeno, Molino Albergati, Pilastrello, Renazzo, Reno Centese y XII Morelli.

## Demografía
| Gráfica de evolución demográfica de Cento entre 1861 y |
|                                                        |
| Fuente ISTAT - elaboración gráfica de Wikipedia        |

## Economía
La ciudad alberga la sede de VM Motori.

## Deportes
- Benedetto XIV Cento

## Personas destacadas
- Marco Zoppo (Cento 1433 – Venecia 1478), pintor
- Benedetto Gennari el Viejo (XVI secolo – Cento 1610), pintor
- Cesare Cremonini (Cento 1550 – Padua 1631), filósofo
- Giovan Francesco Barbieri llamado el Guercino (Cento 1591 – Bologna 1666), pintor
- Benedetto Gennari el Joven (Cento 1633 – Bolonia 1715), pintor
- Cesare Gennari (Cento 1637 – Bologna 1688), pintor
- Girolamo Baruffaldi (Ferrara 1675 – Cento 1755), presbítero y poeta
- Antonio Lamberto Rusconi (Cento 1743 – Imola 1825), cardenal
- Bartolomeo Campagnoli (Cento 1751 – Neustrelitz 1827), violinista
- Giuseppe Alberghini (Cento 1770 – Roma 1847), cardenal
- Ugo Bassi (Cento 1801 – Bolonia 1849), patriota
- Bruno Cadore Marcolongo (Cento 1922 – Guadalajara (México) 2002) Architetto
- Ferruccio Lamborghini (Renazzo 1916 – Perugia 1993), empresario,  fundador de la marca Lamborghini
- Jessica Rossi (Renazzo 1992), tiradora deportiva